# Goodbye (альбом)
Goodbye (также называемый Goodbye Cream) — четвёртый и последний альбом трио Cream. Выпущен в феврале 1969 года, уже после распада группы, на лейблах Polydor Records (в Европе) и Atco Records (в США). Достиг #1 в UK Albums Chart (Великобритания) и #2 в Billboard Top LP’s. Альбом состоит живых выступлений (первые три песни) из студийных записей (три последние). При переиздании на CD добавлен бонус-трек «Anyone for Tennis».

## Об альбоме
Незадолго до выхода третьего альбома Wheels of Fire менеджер группы Роберт Стигвуд объявил, что группа собирается распуститься после прощального тура и заключительного концерта в Альберт-холле. Перед началом этого турне в октябре 1968 года Cream записали три песни в IBC Studios в Лондоне с продюсером Феликсом Паппаларди и инженером Дэймоном Лайон-Шоу. В песнях «Badge» и «Doing That Scrapyard Thing» Эрик Клэптон использовал динамик Leslie, в то время, как во всех трёх записях использовались клавишные инструменты, на которых играл Джек Брюс или Феликс Паппаларди. Группа начала свой прощальный тур 4 октября 1968 года в Окленде, штат Калифорния, а 15 дней спустя, 19 октября, выступила в The Forum в Лос-Анджелесе, где были записаны три концертные записи, вошедшие в Goodbye.

## Список композиций
| №  | Название                          | Автор(ы)             | Ведущий вокал           | Длительность |
| -- | --------------------------------- | -------------------- | ----------------------- | ------------ |
| 1. | «I’m So Glad» (концертная запись) | Скип Джеймс          | Джек Брюс, Эрик Клэптон | 9:11         |
| 2. | «Politician» (концертная запись)  | Джек Брюс, Пит Браун | Джек Брюс               | 6:19         |

| №                   | Название                                          | Автор(ы)                                                | Ведущий вокал           | Длительность |
| ------------------- | ------------------------------------------------- | ------------------------------------------------------- | ----------------------- | ------------ |
| 1.                  | «Sitting on Top of the World» (концертная запись) | Уолтер Винсон, Лонни Чатмон; аранжировка Честер Бёрнетт | Джек Брюс               | 5:01         |
| 2.                  | «Badge»                                           | Эрик Клэптон, Джордж Харрисон                           | Эрик Клэптон            | 2:45         |
| 3.                  | «Doing That Scrapyard Thing»                      | Джек Брюс, Пит Браун                                    | Джек Брюс               | 3:14         |
| 4.                  | «What a Bringdown»                                | Джинджер Бейкер                                         | Джек Брюс, Эрик Клэптон | 3:56         |
| Общая длительность: | Общая длительность:                               | Общая длительность:                                     | Общая длительность:     | 30:26        |

| №  | Название                                     | Автор(ы)                  | Ведущий вокал | Длительность |
| -- | -------------------------------------------- | ------------------------- | ------------- | ------------ |
| 7. | «Anyone for Tennis» (The Savage Seven theme) | Эрик Клэптон, Мартин Шарп | Эрик Клэптон  | 2:35         |

## Участники записи
Приведены по сведениям базы данных Discogs.

| Cream: - Эрик Клэптон — гитара и вокал; - Джек Брюс — бас-гитара, вокал, фортепиано на «Doing That Scrapyard Thing», «What a Bringdown» - Джинджер Бейкер — ударные и перкуссия Приглашённые музыканты: - Феликс Паппаларди — фортепиано и меллотрон на «Badge», меллотрон на «Doing That Scrapyard Thing», бас-гитара на «What a Bringdown» - Л’Анджело Мистериозо (Джордж Харрисон) — ритм-гитара на «Badge» | Технический персонал: - Феликс Паппаларди — музыкальный продюсер - Адриан Барбер — звукорежиссёр - Билл Халверсон — звукорежиссёр - Дэймон Лион-Шоу — звукорежиссёр - Хейг Адишян — арт-директор - Алан Олдридж — дизайнер - Роджер Хейн — иллюстратор - Роджер Филлипс — фотограф |

## Позиции в хит-парадах и сертификации
| Хит-парад (1969—1970)               | Высшая позиция | Пребывание в чарте |
| ----------------------------------- | -------------- | ------------------ |
| Австралия (Kent Music Report)       | 6              | нет данных         |
| Великобритания (UK Albums Chart)    | 1              | 27 недель          |
| Канада (RPM Albums Chart)           | 5              | 12 недель          |
| Норвегия (VG-lista)                 | 7              | 13 недель          |
| США (Billboard Top LP’s)            | 2              | 26 недель          |
| Финляндия (Suomen virallinen lista) | 3              | 26 недель          |
| Франция (SNEP)                      | 3              | нет данных         |
| ФРГ (Offizielle Top 100)            | 9              | 6 недель           |

| Хит-парад (1969)         | Позиция |
| ------------------------ | ------- |
| США (Billboard Top LP’s) | 43      |

| Регион                                                      | Сертификация | Продажи  |
| ----------------------------------------------------------- | ------------ | -------- |
| Австралия (ARIA)                                            | Золотой      | 35 000^  |
| США (RIAA)                                                  | Золотой      | 500 000^ |
| ^ Данные о тиражах приведены только на основе сертификации. |              |          |